# Los
Los (lat. Alces) najveća je živuća vrsta jelena, visoka do 2 m u visini ramena i teška do 800 kg. Naseljava Kanadu, Aljasku, Skandinaviju i sjeverne dijelove Rusije, Mongolije, Mandžurije i SAD-a. 

## Rasprostranjenost
Losovi žive u tajgama i miješanim listopadnim šumama sjeverne polutke gdje prevladava subarktička klima. U Europi naseljavaju skandinavske zemlje, veliki dio Rusije, sibirsku tundru i pribaltičke regije. Na jugu Azije se prostiru do sjeverne Mongolije i sjeveroistočne Kine. U Rusiji živi oko 730 000 jedinaka, što predstavlja polovicu ukupne svjetske populacije. U Sjevernoj Americi naseljavaju Aljasku, većinu Kanade i sjeveroistok SAD-a, točnije Novu Englesku.
Deset losova je preseljeno u regiju Fyordland na Novom Zelandu 1910. godine, ali nijedan nije preživio. 

## Odlike
Los ima duge i vitke noge, krupnu glavnu, te mesnatu i izduženu njušku. Mužjaci su prepoznatljivi po svojim pljosnatim i žličastim rogovima, te posjeduju neku vrstu vreće koja visi ispod vrata (tzv. „zvono”). Zubi su slični zubima ostalih preživača, s tri kutnjaka i tri pretkutnjaka na obje strane donje čeljusti, te s četiri prednja zuba od kojih je jedan prerastao u očnjak. U gornjoj čeljusti nema zuba, samo rožnatu prevlaku o koju se hrana žvače i preživa.
Mužjak losa obično teži između 540-720 kilograma, dok su ženke sitnije i teže oko 400 kilograma. U razini ramena su visoki od 1,9 do 2 metra. Telad su po rođenju teška oko 15 kilograma, ali veoma brzo rastu. 
Samo mužjaci posjeduju rogove koji su teški do 20 kilograma, a razmak između njihovih vrhova obično iznosi 160 centimetara. Rogovi su plosnati i žličasti s do 30 šiljaka. Mužjak losa poslije parenja obično odbacuje svoje rogove radi očuvanja energije za predstojeću zimu. Rogovi mu opet izrastu u proljeće, za što je potrebno od tri do pet mjeseci. Njihovi rogovi su jedni od najbrže rastućih organa na svijetu. Dok rastu, rogovi imaju sloj kože koja se izgubi kada potpuno izrastu.
Sjevernoamerički losovi su nešto krupniji od europskih, a kod najvećih, aljaskih losova, razmak između rogova je obično 1,8 metara. God. 1897., na Aljaski je pronađen los koji do današnjeg dana drži rekord najvećeg jelena na svijetu (ne računajući izumrle vrste). Bio je to mužjak visok 2,34 metra i težak 825 kilograma. Imao je goleme rogove promjera čak 199 centimetara.

### Prehrana i ponašanje
Losovi su preživači i hrane se prije svega mladicama trave, lišćem vrbe i breze, podvodnom vegetacijom, a zimi korom drveta i otpalim orasima sa šumskog drveća. Zbog svojih dugih nogu moraju leći na koljena ili ući u vodu kako bi se hranili. Pošto nastanjuju vlažna područja i močvare, često se mogu vidjeti kako prelaze rijeku ili jezero u potrazi za vodenim biljem (kao što je Arnicus brucitus). Pod vodom mogu zadržati dah i do jedne minute, a mogu preplivati 19 km za dva sata brzinom od 10 km/h. 
Obično se kreću u kasu geganjem, ali ako bježe od grabežljivaca razviju brzinu od oko 55 kilometara na sat.

## Podvrste
Rod Alces za kojega se prije smatral oda se sastoji od samo jedne vrste s nekoliko podvrsta danas je podijeljen na dvije vrste, s ukupno 4 podvrste, svaka po dvije, to su
- A) Alces alces s podvrstama
  - Euroazijski los (A. a. alces) je nekada živio u cijeloj središnjoj i sjevernoj Europi, a danas tek u malenim područjima Finske, Švedske, Norveške, Estonije i sjeverne Rusije.
  - † Kavkaski los (A. a. caucasicus) je izumrla vrsta losa koja je nekada živjela širom Kavkaza, ali i istočno sve do Gruzije, Azerbajdžana, Turske i Irana.
- B) Alces americanus s podvrstama 
  - Istočni sjevernoamerički los (A. a. americanus) obitava u istočnoj Kanadi, te na sjevernim dijelovima američkih država Maine, New Hampshire, Vermont, Massachusetts, Rhode Island, Connecticut, i New York (država). Njegovi su sinonimi: takozvani Aljaski los (A. a. gigas) je najkrupnija podvrsta losa s najvećim rogovima, a obitava na Aljaski i zapadnom Yukonu; Zapadni sjevernoamerički los (A. a. andersoni) obitava na području kanadskih pokrajina Yukon, Britanska Kolumbija, Sjeverozapadni teritoriji i Nunavut, te na sjevernim dijelovima američkih država Michigan, Wisconsin, Minnesota i Sjeverna Dakota; Los Shiras (A. a. shirasi) opisan kao najmanja podvrsta losa u američkim državama: Wyoming, Idaho, Utah, Colorado, Washington, Oregon i Montana.
  - Sibirski los (A. a. cameloides) naseljava istočni Sibir, te sjeverna područja Mongolije i Kine (Mandžurija).

## Vanjske poveznice
- BBC: Los (engl.)
- North American Mammals: Alces alces. Inačica izvorne stranice arhivirana 22. siječnja 2016. Pristupljeno 7. rujna 2012. (engl.)
- Profil na stranicama  Arhivirana inačica izvorne stranice od 1. lipnja 2007. (Wayback Machine) National Geographic-a  (engl.)

### Ostali projekti
|  | Zajednički poslužitelj ima stranicu o temi Los |
|  | Wikivrste imaju podatke o taksonu Alces alces  |